# Venets (obchtina)
Venets (bulgare : Венец) est une obchtina de l'oblast de Choumen en Bulgarie.